# Níkos Paraskevópoulos
Nikólaos « Níkos » Paraskevópoulos, né le 5 juillet 1949, (grec moderne : Νικόλαος «Νίκος» Παρασκευόπουλος) est un homme politique grec.

## Biographie
Le 27 janvier 2015, il est nommé ministre de la Justice dans le gouvernement Tsípras I.